# 入れ墨

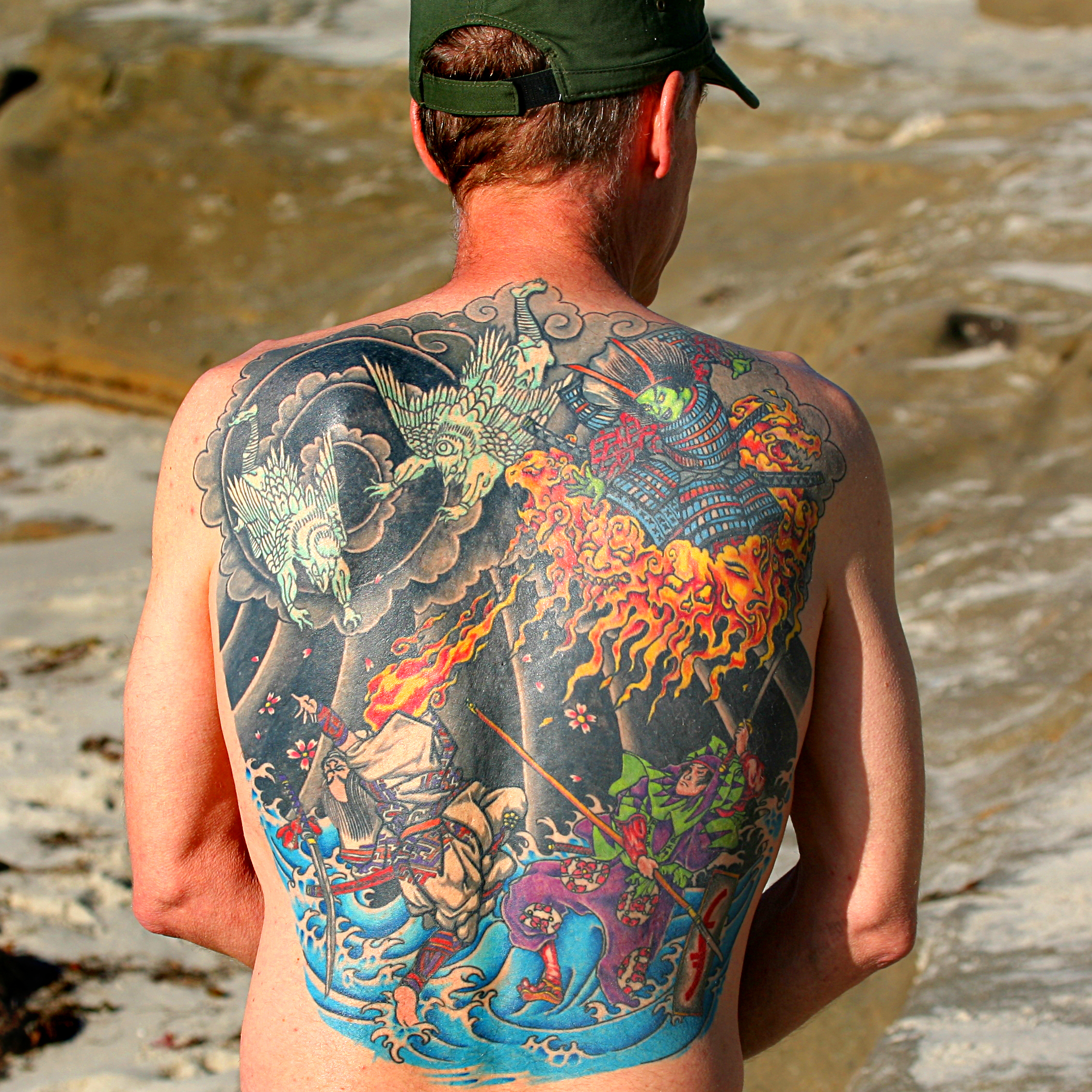
背中に入れ墨。

入れ墨（いれずみ、英語: Tattoo）は、針などで皮膚に傷を付けて墨・煤・朱などの色素で着色し、文様・文字・絵柄などを描く手法。また、その手法を用いて描かれたものである。タトゥー（英: tatoo）や刺青（しせい）とも呼ばれる。
傷口に異物が入りこんでできる変色は外傷性刺青（がいしょうせいしせい、Traumatic tattoo、外傷性色素沈着）といい、それが鉛筆の芯などの炭素の場合はカーボン・ステインと呼ばれる。レーザー治療によって脱色可能。

## 起源

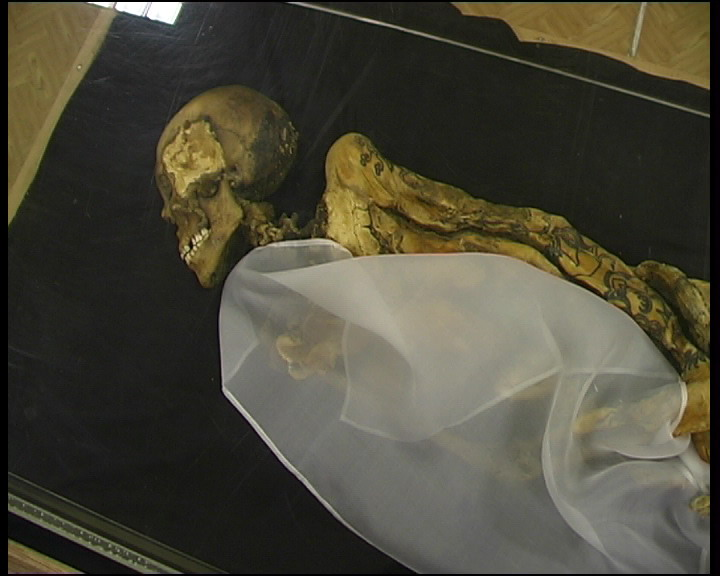
2500年前のアルタイ王女のミイラ: 腕の部分の皮膚に入れ墨が残されている

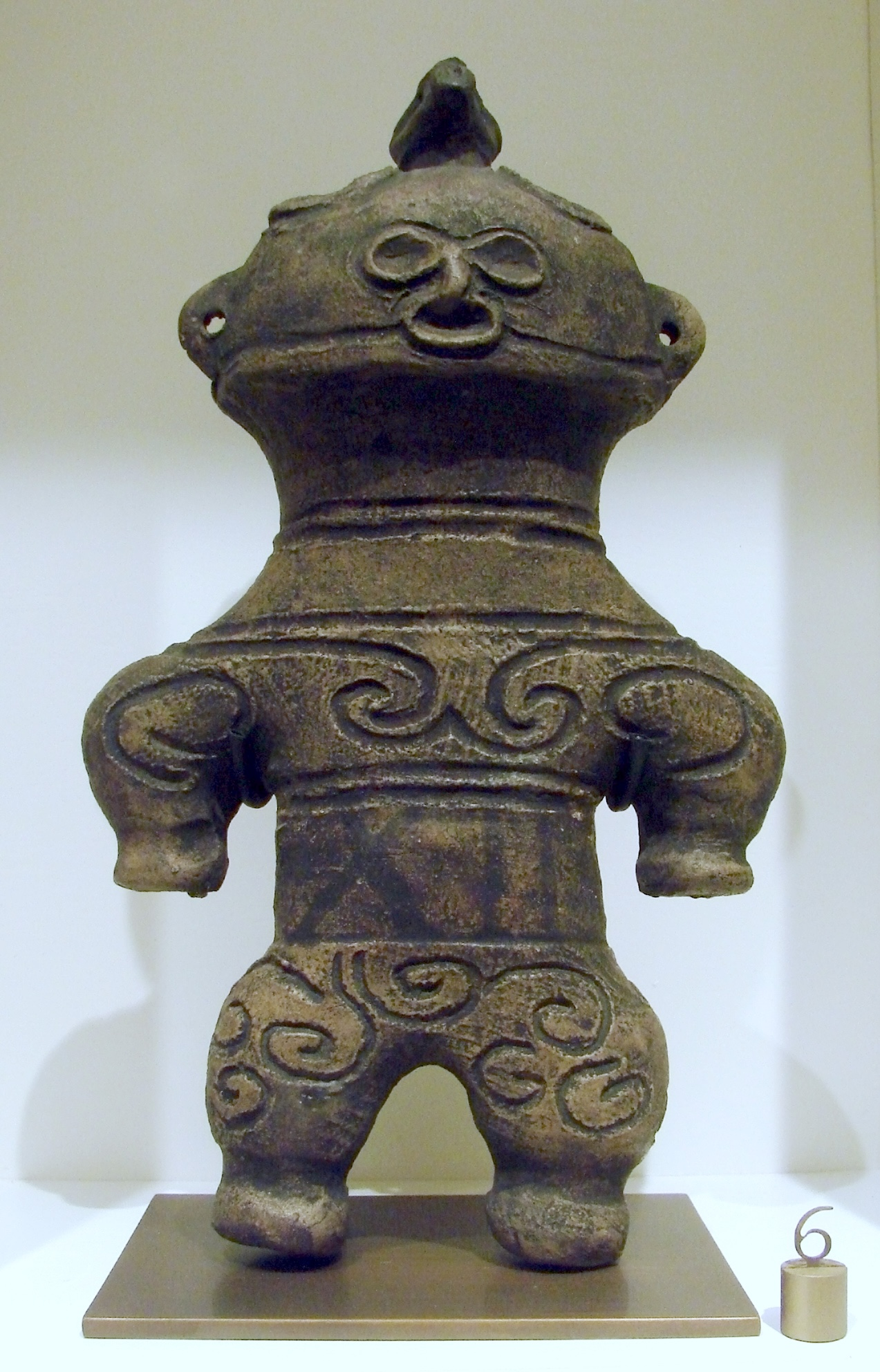
入れ墨状の文様を持った土偶

入れ墨は比較的簡単な技術。野外で植物の棘が刺さったり怪我をしたりした際、入れ墨と同様の着色が自然に起こることがあるため、体毛の少ない現生人類の誕生以降、比較的早期に発生して普遍的に継承されて来た身体装飾技術と推測されている。
古代人の皮膚から入れ墨が確認された例としては、アルプスの氷河から発見された紀元前3300年頃のアイスマンが有名。その体には61か所の入れ墨が確認されており、それらは損傷がある骨と関節の位置などを示していた。
2,500年前のアルタイ王女のミイラは、腕の皮膚に施された入れ墨が、ほぼ完全な形で残されたまま発掘されている（1993年発掘）。
3000年前の古代エジプトのミイラから入れ墨が見つかっている（1891年発掘）他、5000年前の古代エジプトの複数のミイラからも赤外線撮影によって入れ墨が見つかっている（2014年発見）。
3000年前のタリム盆地のミイラからも入れ墨が見つかっている。
原始アートにおいても、入れ墨と考えられるデザインのものが世界各地に存在する。古いものは後期旧石器時代の彫像であるライオンマンやホーレ・フェルスのヴィーナスの体に、何本もの線が入っているのが見られる。
東ヨーロッパのククテニ文化や、日本の縄文時代（主に終期以降）に作成された土偶の表面に見られる文様は、世界的に見ても古い時代の入れ墨を表現したものと考えられている。
現存する遺体および土偶に続く入れ墨の記録となる証左は、歴史書である。古代ギリシアでは、ペルシア帝国の影響で奴隷や犯罪者に入れ墨をする習慣があったとプラトンが記している。この習慣はローマ帝国にも引き継がれる。ガリア戦記ではケルト人が刺青をしている事に触れ、「ブリトン人は体に青で模様を描き、戦場で相手を威嚇する」としてピクト人と呼んでいる。
中国の歴史書には入れ墨をした中国周辺の民族（夷人、古越人、倭人など）の記述がたびたび見られることから、中国文明の周辺では入れ墨の文化が普及していたと考えられる。弥生時代にあたる3世紀の倭人（日本列島の住民）について記した魏志倭人伝によると、邪馬台国の男はみな入れ墨をしていたという（「男子は大小と無く、皆黥面文身す」の記述）。一方で中国では、先秦の時代から入れ墨は犯罪者を区別するために行われていた。
また、紀元前後にはアメリカ大陸のメキシコやペルーなどで、全身に入れ墨をしたミイラや土偶が見つかっている他、南太平洋諸島（ラピタ人など）でも古くから入れ墨の習慣があったと考えられる遺物も見つかっている。
古代エジプトでは入れ墨の習慣があったが、サブサハラのアフリカでは入れ墨の確たる証拠は見つかっていない。しかし、いくつかの部族では入れ墨よりも直接的な皮膚を傷つけて模様を描くスカリフィケーション（瘢痕文身）が行われている。オーストラリアのアボリジニの文化からも、確たる入れ墨の証拠は見つかっていないが、スカリフィケーションの慣習はある。他にも、ネグリト、メラネシア人、インディオなどの肌の色の濃い民族の間で見られる。
このようにユーラシア大陸、アフリカ大陸北部、南北アメリカ大陸および太平洋諸島の部族社会では入れ墨文化が盛んだが、啓蒙思想を持った大文明の影響で法律や刑罰の概念が到達すると犯罪者やアウトローのものとなり、近代になり大衆文化が発達するとファッションとして復活するという大きな流れが見られる。

## 目的

### 個体識別
入れ墨は容易に消えない特性を持ち、古代から現代に至るまで身分・所属などを示す個体識別の手段として用いられてきた。

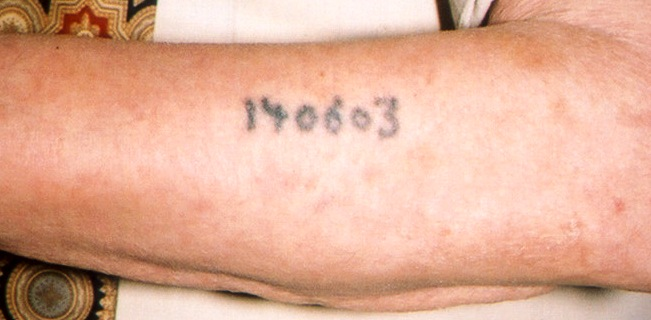
アウシュヴィッツ強制収容所で入れ墨されていた収容者番号

有名な例では、ナチの親衛隊員が戦闘中に負傷した際に優先的に輸血を受けられるよう、左の腋下に血液型を親衛隊血液型入れ墨していたほか、アウシュヴィッツなどの強制収容所に収容された人々が腕に収容者番号を入れ墨されていた。
人間以外の家畜やペットに対しても、個体認識のために入れ墨や焼印が行われてきた歴史がある。
江戸時代の日本を含めた多くの国の刑務所で、犯罪者を識別するための犯罪者用入れ墨、入墨刑が広く用いられた。（ユーゴ内戦時の各収容所において入れ墨による識別が行われていたことが知られている。ヒューマンブランディング、ロシアでの犯罪者識別用入れ墨、ティアドロップ・タトゥー）
またこうした強制的なケースばかりではなく、多くの文化では、出漁中に事故に遭う可能性のある漁師や船員などが、身元判定や安全祈願として船乗りの入れ墨を行うケース（類似に木場の川並が好んで入れていた「深川彫」など）や、首を取られてしまえば、身元不明の死体として野晒しになる恐れのあった日本の戦国時代の雑兵が、自らの氏名などを指に入れ墨したケースなども知られている。
刑務所内で自分で制作するプリズン・タトゥーなどもあり、どのギャングかや出自、犯罪内容の誇示や暗号など、様々な目的で制作される。

### 刑罰

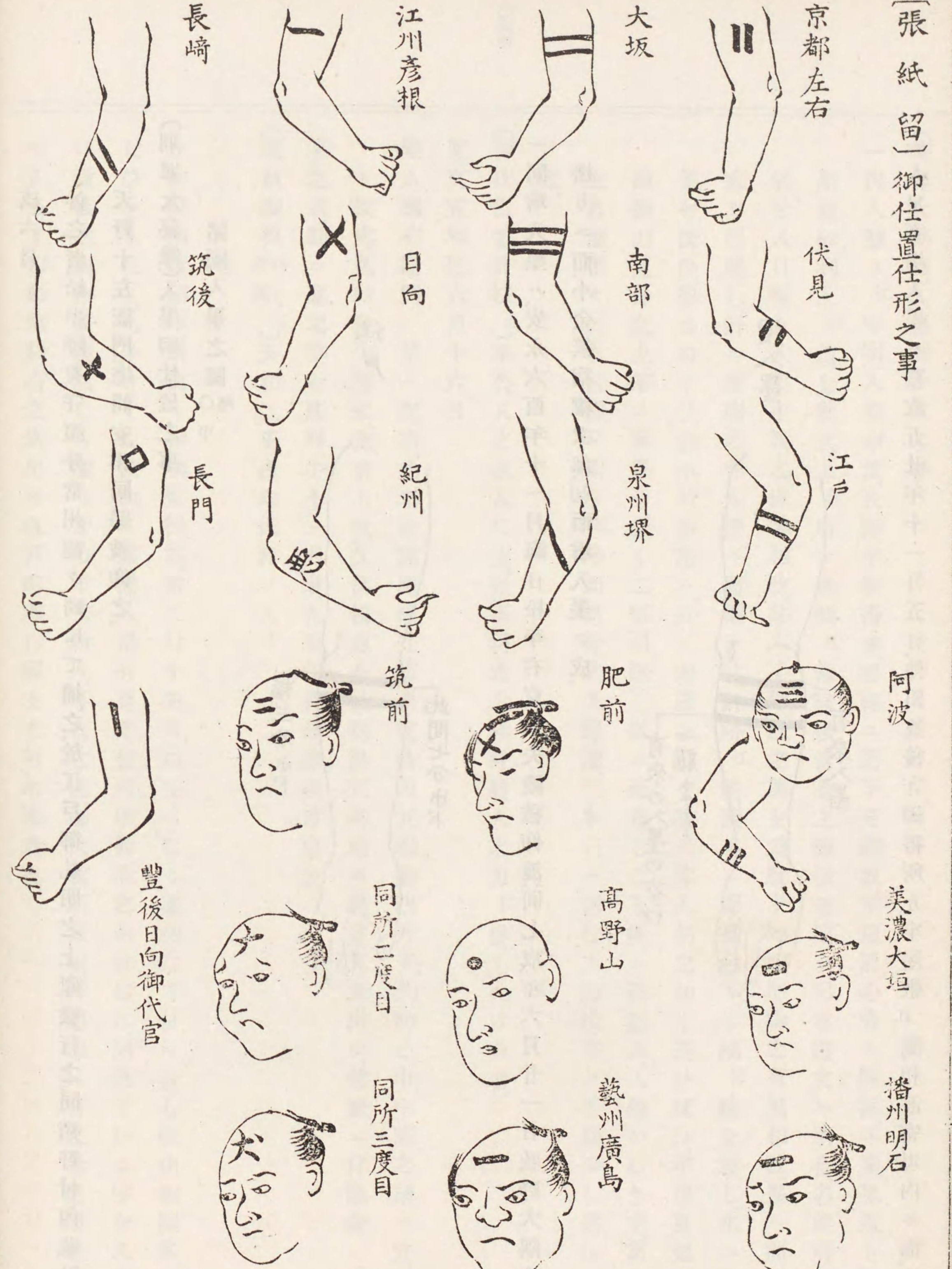
江戸時代に身体刑として科された各種の入れ墨（『古事類苑』）。

罪を犯した者に対して顔や腕などに入れ墨を施す行為は、古代から中国に存在した五刑のひとつである、墨（ぼく）・黥（げい）と呼ばれた刑罰にまで遡るとされる。
墨刑は額に文字を刻んで墨をすり込むもので、五刑の中では最も軽いものだった。前漢の将軍・英布（黥布）は若い頃に顔に罰として入れ墨を施されたことから、逆に自ら黥を名乗ったと伝えられている。
『日本書紀』中にも、履中天皇元年四月に住吉仲皇子の反乱に加担した阿曇連浜子に、『即日黥』（その日に罰として黥面をさせた）との記述がある。この記述は海人の安曇部の入れ墨の風習を、中国の刑罰と結びつけて説いた起源説話とされている。阿曇連は漁民でもある海部（あまべ）を統括する氏族であり、河内飼部は馬の飼育にかかわる河内馬飼部（うまかいべ）のことで、また鳥の飼育をするのが鳥養部（鳥飼部）である。これらは生き物を飼う職能集団であるという共通性がみられる。飼育している生き物からの危害を避け威嚇する意味も含めて、こうした呪術的意味を含み黥面をしていたと推側する研究者もいる。このことから、こうした記述は入れ墨の風習が廃れ、刑罰として用いられるようになってからの部分改変である可能性が指摘されている。
また『日本書紀』雄略天皇10年10月には宮廷で飼われていた鳥が犬にかみ殺されたため、犬の飼い主に黥面して鳥飼部（とりかいべ）としたとの記述がある。
江戸時代、徳川吉宗が享保5年（1720年）に入れ墨を法定の刑罰として復活させた。入れ墨の模様は地域によって異なったが、江戸では左腕を一周する2本の線の入れ墨を施す刑罰が科せられた。安永6年（1777年）からは、再犯者に更に1本の入れ墨を入れることが定められた。

### ファッション
米国における入れ墨は、1960年代末に世界的に流行したヒッピー文化に取り入れられ成長したため、その図案や表示するメッセージなどにおいて両者は不可分の関係にあり、ドラッグ・カルチャーとの関連から、ヒッピー達が好んだヒンドゥー教やチベット仏教に由来する梵字やオカルト的な図案が多く好まれていた。
江戸時代では、博徒・火消し・鳶・飛脚など肌を露出する職業は、入れ墨は粋であり入れ墨がない方が恥であった。また、遊女の顧客が遊女への思いを入れた「入黒子」などの文化もある。
日本では、ヒッピー文化の影響を受けた両親を持つ団塊ジュニア世代以降の第2世代ヒッピーが、ファッションとしての意味合いで入れ墨を施すことが流行した。こうした「入れ墨のファッション化」と日本国内のサブカルチャーの影響により、アニメのキャラクターやアイドルなどを入れ墨する事例も現れている。入れ墨といえば前述の反社会性ばかりが取沙汰された時代があったが、歌手の安室奈美恵が自らの亡き母親や息子の名前を入れ墨にしている事例からも解るように、一部の人たちは「愛する対象との同一化」や「憧れの対象との同一化」を図るための、自己表現の為の装飾道具に変化しつつあると主張している。
ナチスのシンボル等のタトゥーを入れる者もおり、アメリカではユダヤ人医師に不快感を与えたり、ドイツでは地方議員が起訴されるなど、社会問題になっている。

#### 美容用途

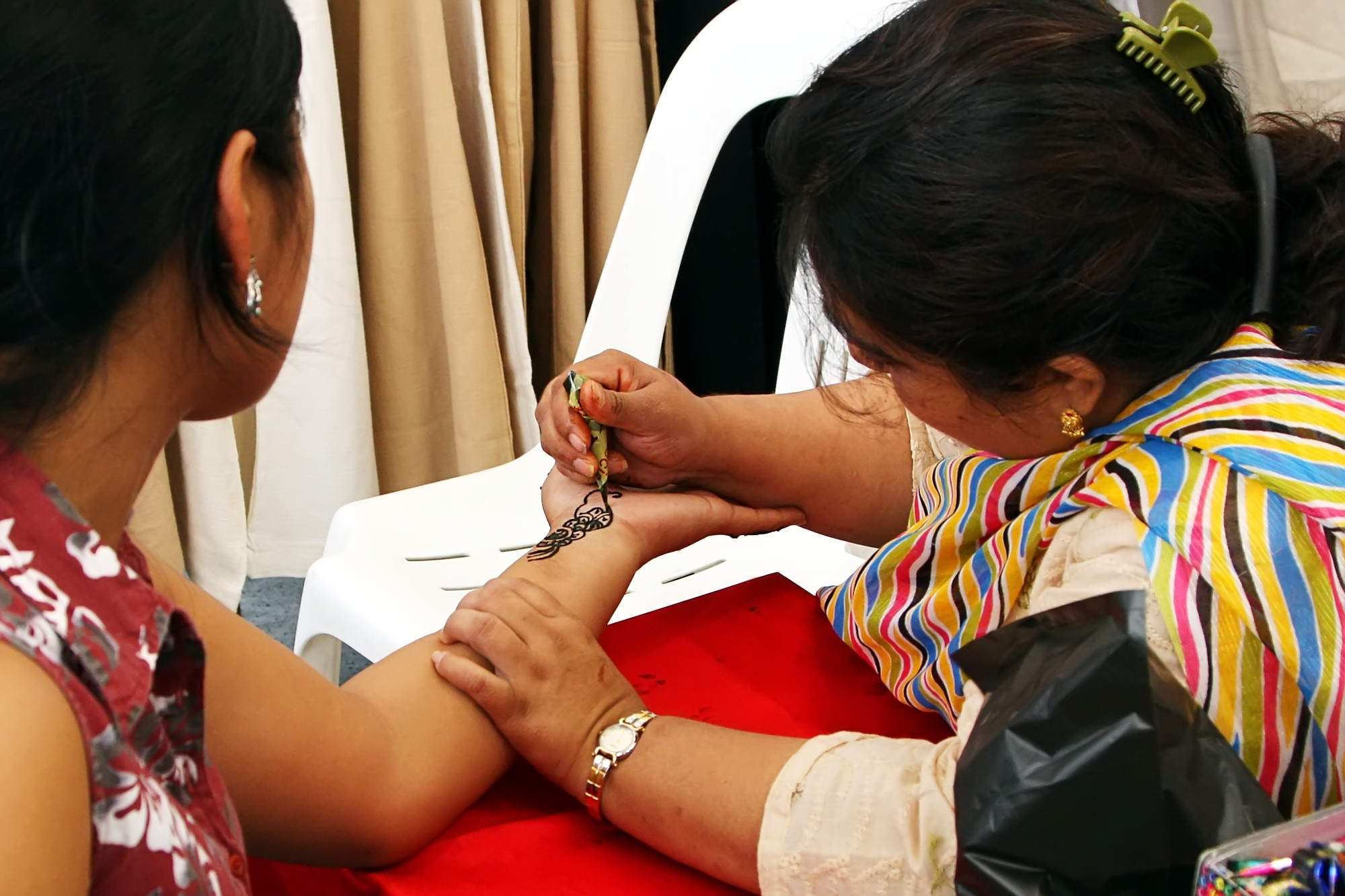
ヘナを用いて手に文様を描く印僑女性: シンガポール

女性の眉や唇などに針の深度を浅くしたアートメイク・タトゥー（数年で薄くなるが完全に消えはしない）を施すほか、南アジアやアフリカの女性が施すヘナ（植物性の染料）を用いて手に模様を描く（染料なので消える）ことが行われている。TATsと呼ばれるエアブラシを用いて皮膚表面に色素を定着させ、針を使った入れ墨に近い描画を可能とした技法も存在する。この手法では一度描いた文様を油性溶剤を用いて消し去り、新たに描き直すことも可能であるため、一般的な入れ墨では忌避されるような図案であっても大胆に描くことが可能。入れ墨を入れる前に図案が自分に合うかどうか事前に確認する用途にも用いることができる。また、神社の祭礼時の出店などで良く売られている、模様の印刷された極薄のフィルムに超微粒子の顔料を使用した、プラモデルの耐水デカールの様に肌に転写する「タトゥーシール」や、タトゥーのスタイルを取り入れたタトゥーストッキングもあり、ファッションの一部として用いられているが、こうした“消せるタトゥー（入れ墨）”の存在が「入れ墨は消せないが、タトゥーは消せる」といった誤った認識を一般人の間で蔓延させる要因ともなっている（ただし針を浅く入れるライトタトゥーをおこなえば、数年で消えてしまうようにする事も可能である）。美容用途の入れ墨は人間以外に対しても行われており、色素が薄い白毛の犬などの鼻部に生じてしまう白斑を隠すために黒色の入れ墨を施し、ドッグショーでの評価を上げるケースなどが知られている。

### 性的装飾
主に性的サービス業に従事する女性が、男性の性的興奮を高める性的装飾として入れ墨を施す文化が各国に存在しており、女性器の周辺を装飾している場合も多い。東南アジアの一部の国においては、適齢期に婚期を逃した独身女性が眉部に太幅の眉毛の形状（ちょうど日本のバブル期に流行した眉毛の形である）に入れ墨を施すことで、特定の男性に限定されずに幅広く恋愛を行う意思（＝夜這いへの誘い）を示すサインとする習俗がある。

### 組織帰属の証
日本の暴力団や中華系の幇など、反社会的組織の構成員の多くが入れ墨を入れている。欧米においても、ロシアのマフィアや米国の白人至上主義団体が焼印や入れ墨を構成員の象徴として用いている。日本の暴力団関係者が入れ墨をする理由としては、社会からの離脱と帰属組織への忠誠を表し、痛みに耐えて消えない刻印を背負うことによる覚悟、また「彫り物をしている」と流布することで周囲を威圧するなどが挙げられる。その図案は日本の伝統的な題材を描いたいわゆる「和彫り」が主流である。特定の犯罪組織への帰属を示す入れ墨の存在により、当該犯罪組織からの離脱が困難になる場合があるため、米国においては自発的な犯罪組織脱退者に対して入れ墨除去手術の費用を公的に負担する場合がある。反社会的な組織に限らず、近代国家においても国家への帰属意識・忠誠の確認として入れ墨を入れた例がある。朝鮮戦争において中華人民共和国が義勇軍の名目で参戦した時、実際にはその名に反して多くの者が国民党軍から寝返ったばかりの兵士であり、人海戦術の使い捨ての駒とされた。そのため少なからぬ数の兵士が自ら国連軍に投降し、そうでなくても捕虜となった義勇軍兵士たちは、中華人民共和国への帰参を望まなかった。中国義勇軍の捕虜たちの3分の2を占める1万4000人が大陸ではなく、台湾への渡航を希望した。台湾への渡航を希望する者は、自らの意思で、あるいは半ば強制されて、国民党への忠誠・反共を表す文言を入れ墨として入れた。
中米のギャング組織、マラ・サルバトルチャやエイティーンス・ストリート・ギャングの構成員は、入れ墨の数字が所属組織、符号や象徴の図柄が組織内の地位や犯行の証しとされたため、好んで全身に入れ墨を入れた。このためギャングの弾圧に乗り出したホンジュラスやエルサルバドルの警察当局は、入れ墨の有無でギャング構成員であるかを判別し、取り締まりを行うようになった。2023年にエルサルバドルに新たに作られたテロリスト監禁センターには、万単位の入れ墨をした受刑者が収容された。
南米ベネズエラのギャングトレン・デ・アラグアにもジャンプマンロゴ、AK-47、蒸気機関車、王冠、星、時計盤などで構成員識別を行ているとされる。

### 医療関係

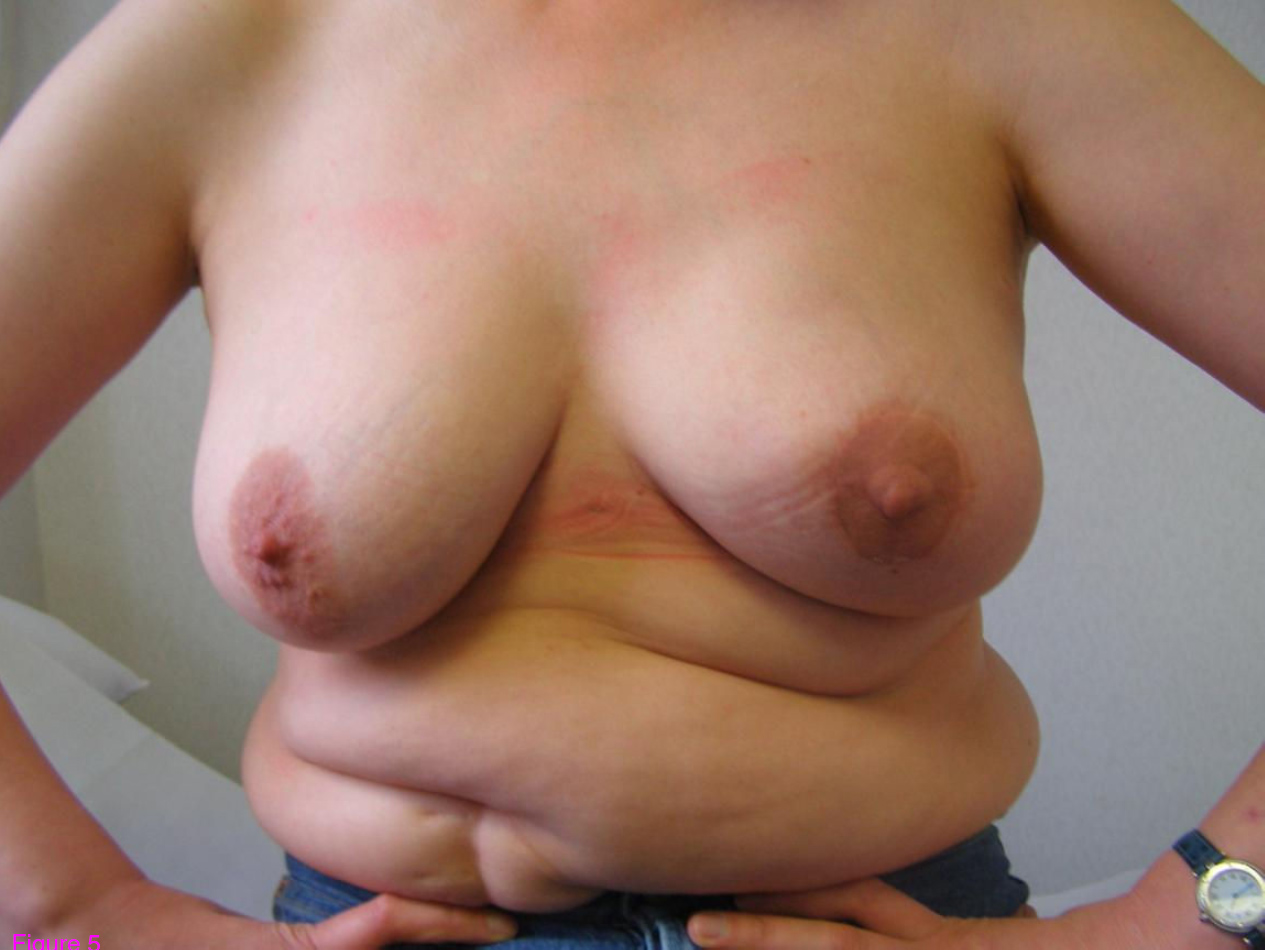
入れ墨による色調再建（左乳輪)

乳頭・乳輪の再建
形成外科領域では、乳頭・乳輪の再建のために入れ墨の技術を用いることがある。
メディカル・アラート・タトゥー
意識を失っている状態やその緊急搬送時などの、自身の身体情報や病歴を伝達できない状況の想定下で、持病やアレルギーや検視では判別が難しい内臓の異常を、医療従事者などに迅速に知らせる目的のタトゥーのこと。脈拍を検べるときに発見しやすい手首の内側に入れる人が多い。緊急性はないが、見た目で判別がつきにくいことで他者から誤解されやすいため、片耳に聴覚障害を知らせるタトゥーを施した例もある。
傷跡隠し
家庭内暴力や暴行、自傷の傷跡を隠すためのタトゥー。

## 入れ墨の技術

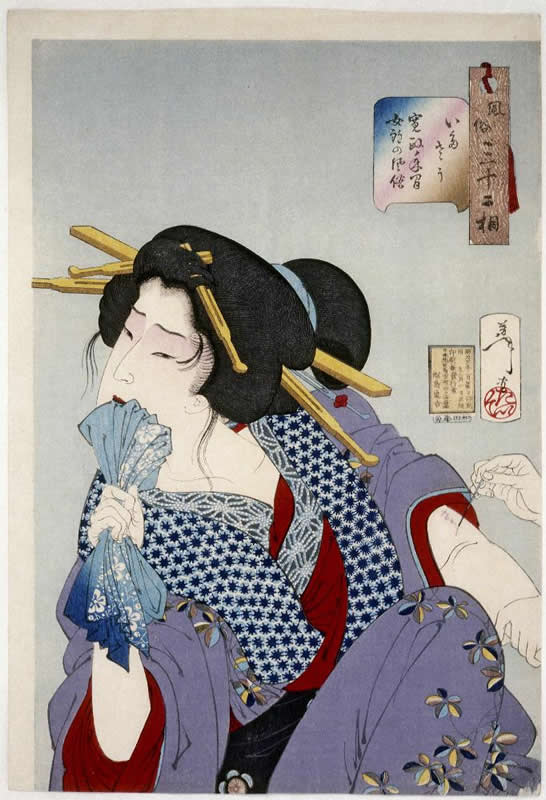
手ぬぐいを噛んで痛さに耐え恋人の名を刻む江戸時代の女郎。『風俗三十二相』月岡芳年、1888年

器具を使ったから「洋彫り」、手で彫ったから「和彫り」とは一概に分類できず、絵の画風や全体の様子で判断する。和風の絵でも筋は器具でぼかしは手彫りで行うなど、手法は彫師により千差万別である。現在は機械彫りが主流であるが、暴力団などの間では手彫りが一種のステータスとなっている。一般的に、伝統的な手彫りの方が痛みが少なく傷の治りが早い。現在では技術の進化、向上により肌へのダメージが最小限に抑えられていて、彫師の技術はそこで判断することもできる。手彫り・機械彫り共に、彫師の技術や作風によって所要時間に開きがある。

### 手法及び用語

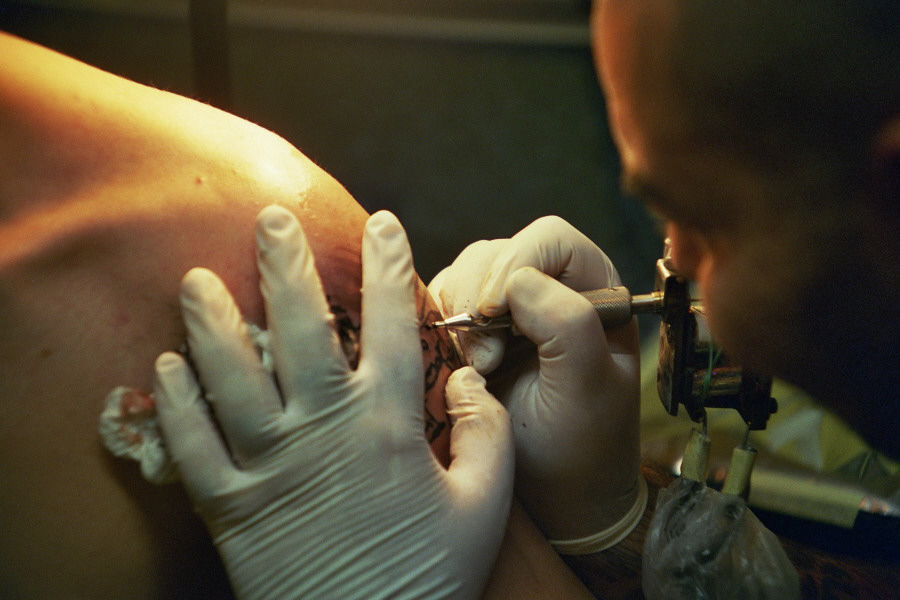
マシーン彫りの様子

手彫り（テボリ）
柄の先で針を束ね、手を動かして肌に墨を入れる。
羽彫り（ハネボリ）
手彫りの技術。針を皮膚に刺した後、針先を跳ね上げることで穿孔が広がり色素が多く入る。
突き彫り（ツキボリ）
手彫りの技術。
隠し彫り（カクシボリ）
腋下・内股など他人には見られにくい場所に、花びらなどで隠れた名前や言葉、淫靡な絵を彫る。
毛彫り（ケボリ）
人物や動物の毛の部分を彫ること。通常よりも細い針で彫ることが多い。
筋彫り（スジボリ）
下書きとしてボカシの前に全体の輪郭を彫る。
ボカシ（あけぼの）
墨の濃淡や各色を用いて、全体を彫っていく。
ツブシ
塗りつぶすこと。
シャッキ
手彫りの音。
機械彫り（キカイ・マシーンボリ）
磁石の磁力またはモーターの回転運動を用い、機械の上下運動により肌に針を刺す。束ねられた針には浸透圧により墨が蓄えられる構造。
ライナー・マシーン
ライン（筋彫り）を行うための「ライナー」と呼ばれる入れ墨器具。
シェーダーマシーン
シェーディングを行うための「シェーダー」と呼ばれる入れ墨器具。シェーディングとは、ツブシやボカシ、カラー等の施術を指す意味の用語。
半端彫り（ハンパボリ）
彫りの痛みに耐えられない、費用が続かないなどの理由により、入れ墨が途中で終わっていること。
白粉彫り（オシロイボリ）
血行が盛んになると浮き出ると言われている彫り物のこと。創作上のものであり、現実には不可能である。蛍光塗料を用いてブラックライトに浮かび上がる入れ墨は存在するが、通常の状態でも絵は見える。
二重彫り
刺青を入れた人物の図柄を入れること。水門破り、花和尚魯智深、九紋龍史進など。
額
図柄の周囲の雲や波を彫ったもの。
抜き彫り
額を彫らずに主題だけを彫ったもの。
古梅園
和彫りのインクとして使われる書道用の固形墨は奈良の古梅園製の和墨が良いとされ、明治時代の彫師の間では古梅園製の「桜」が定番として使用されていた。続きを別の彫師が彫る際、墨の銘柄が違っていると色が変わってしまうため、共通してこの銘柄が使われたのだという。菜種油煙の上質な墨が刺青にはいいとされており、現代では梅花墨、金神仙、五つ星紅花墨などが使われている。

### 危険性
昭和の頃に和彫りの入れ墨を施した者に対しては、MRI検査を行うことができない場合がある。MRI検査の際に金属が多く含まれる顔料を使用した入れ墨がある部分に、火傷や痛み、入れ墨の変色が発生することや、MRI画像にノイズが入ることがあるためで、このようなトラブルは入れ墨に使われるインクの成分 (特に酸化鉄やその他の金属成分が原因とされる) によって発生する。そのため病院ではMRI検査の前に患者に入れ墨の有無を確認することがある。ただし、このような事例は平成以降に製造されたタトゥーインク（酸化鉄などをチタンなどの磁性を帯びない金属で代替しているインク）の場合には稀であり、アメリカ食品医薬品局は火傷のリスクに比べてMRIによる診断を行う有用性の方が非常に高いとしている。MRI撮影を行う場合でも、入れ墨がある部分に冷却材などを当て、医療従事者が細心の注意を払い、異常があれば即座に撮影を中断できるような体制を作ることが求められる。入れ墨はリンパ腫のリスク増加とも相関する。

#### 感染症
オートクレーブ等の殺菌方法では、血液中の全ての種類のウイルスを死滅させることはできないため、施術用の針やインクの再利用は感染症の原因となる。そのため、血液の付着する施術用の針やインクは使い捨てにする必要がある。
安全管理が不十分な場合、B型肝炎、C型肝炎、HIVに感染する場合があるほかアレルギー、肉芽腫の発症が報告されている。

### 入れ墨の除去
美容外科では入れ墨の除去手術が行われている。その方法としては、皮膚の表面を削りガーゼ等で顔料を吸い取る、自家植皮をする、レーザーで色素を分解する、入れ墨が小さい場合には縫い合わせる、といったものがある。入れ墨の除去手術をしても手術痕は残る上、複数回の手術が必要となるため患者は苦痛に耐え続けなければならず、健康保険が適用されないため多額の費用も必要であり、種々の困難を伴う。入れ墨を施す際には、除去手術が極めて困難であることを十分に考慮する必要がある。

## 日本における入れ墨

### 日本の入れ墨

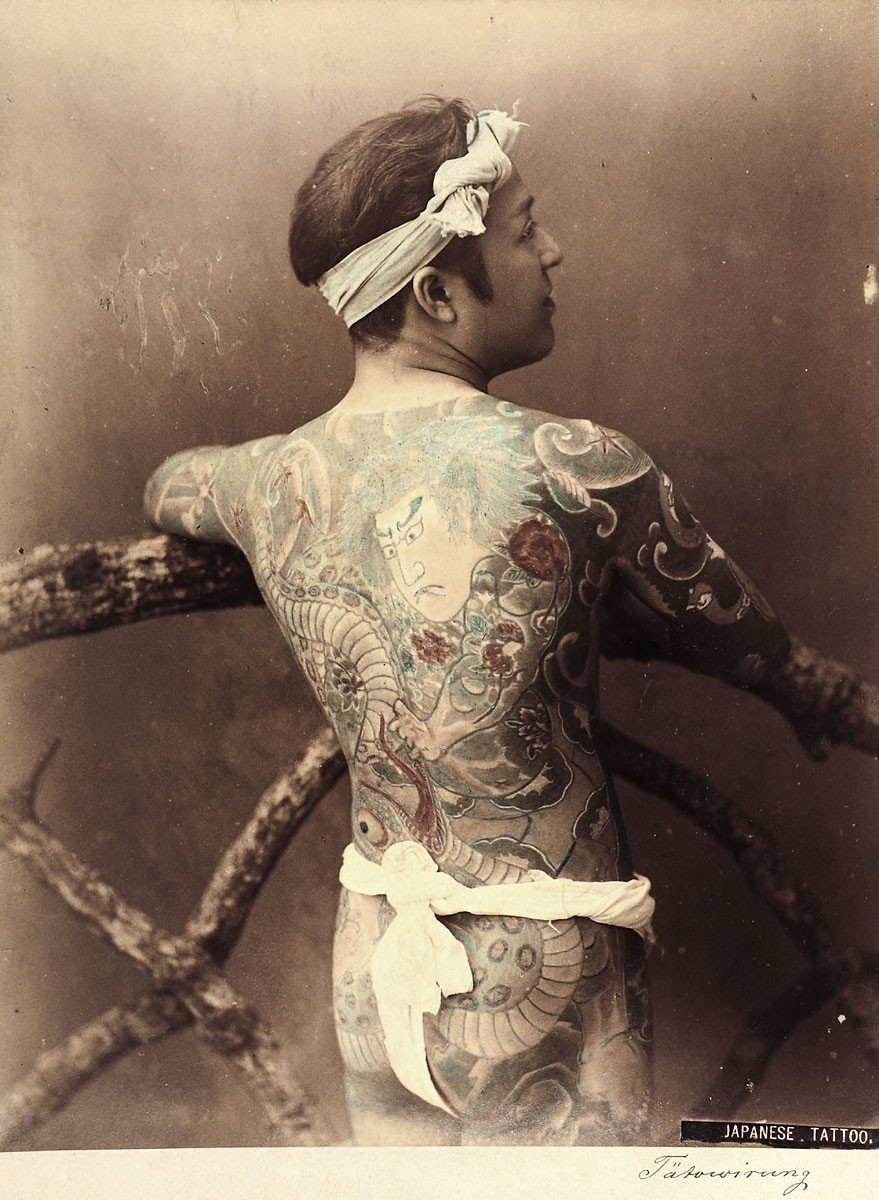
入れ墨をほどこした男性（1880年 - 1890年頃）

日本の伝統的な入れ墨は和彫りと呼称され、欧米圏由来の洋彫りと区別される。和彫りにおいては、単一の図案を入れることを抜き彫り、図案のまわりに紅葉などをあしらうことを化粧彫りという。図案の周囲を取り囲むような「額」を彫り込んだものを額彫りという。「額」は和彫り特有の技法と考えられている。伝統的な彫師は和彫りのみを手掛けるが、現代日本において両者の区別は曖昧で、多くのタトゥースタジオは両者を手掛ける。輪郭線を入れることを筋彫りといい、ぼかし彫りによって着彩する。
縄文時代の日本列島には、すでに入れ墨文化が存在したとする考えがあるが、はっきりとしたことはわからない。『魏志倭人伝』には「男子無大小、皆黥面文身」と、当時の倭人の男性が、身分の高低（あるいは年齢の大小）に関係なく、みな入れ墨をしていたことを示す記述がある。また、『日本書紀』『古事記』にも黥面および文身に関する記述がある。設楽博己は、3世紀の大和地方において黥面絵画の例がないこと、『記紀』において入れ墨が概してよくないものとして描写されていることなどから、中国との関係の深まりにより、入れ墨を悪習とする概念が倭に伝わったことにより、彼らは次第に入れ墨の風習を廃していったのではないかと考えている。
日本において入れ墨の風習がふたたびあらわれるのは、江戸時代初期の寛永期ごろからである。一般には、近世における入れ墨は、上方の遊里で行われた「入れぼくろ」を原型としてはじまったものであると考えられている。恋愛の習慣であった入れぼくろは、次第に請願一般の手段に進歩していき、たとえば1678年（延宝6年）の『色道大鏡』には、当時の下級階層の職業人のあいだに題目や念珠などを彫り入れる風習があったことに触れられている。近世において、大掛かりな入れ墨があらわれるのは明和・安永期のことである。文政10年（1827年）の歌川国芳『通俗水滸伝豪傑百八人之一個』は、その後の日本の入れ墨に強い影響を与え、その後の入れ墨の規範となった。
明治維新後、新政府は入れ墨の取り締まりを考えるようになり、1872年（明治5年）には入れ墨および往来や店先で裸体になることが禁じられた。1880年（明治13年）の旧刑法においても入れ墨は禁止された。入れ墨規制は1908年（明治41年）には警察犯処罰令に引き継がれたが、取り締まりおよび罰則は強化された。太平洋戦争終戦後の1948年（昭和23年）には警察犯処罰令が廃止され、軽犯罪法が施行された。同法においては入れ墨は規制されなかったため、これによって近代を通して続いた入れ墨禁止令は撤廃された。戦後の入れ墨に対するイメージは、1963年（昭和38年）以降のヤクザ映画ブームに左右される部分が大きく、1992年（平成4年）の暴力団対策法施行以降は、公衆入浴施設が、入れ墨をほどこした人の立ち入りを禁止することも増えた。

### アイヌ・琉球の入れ墨

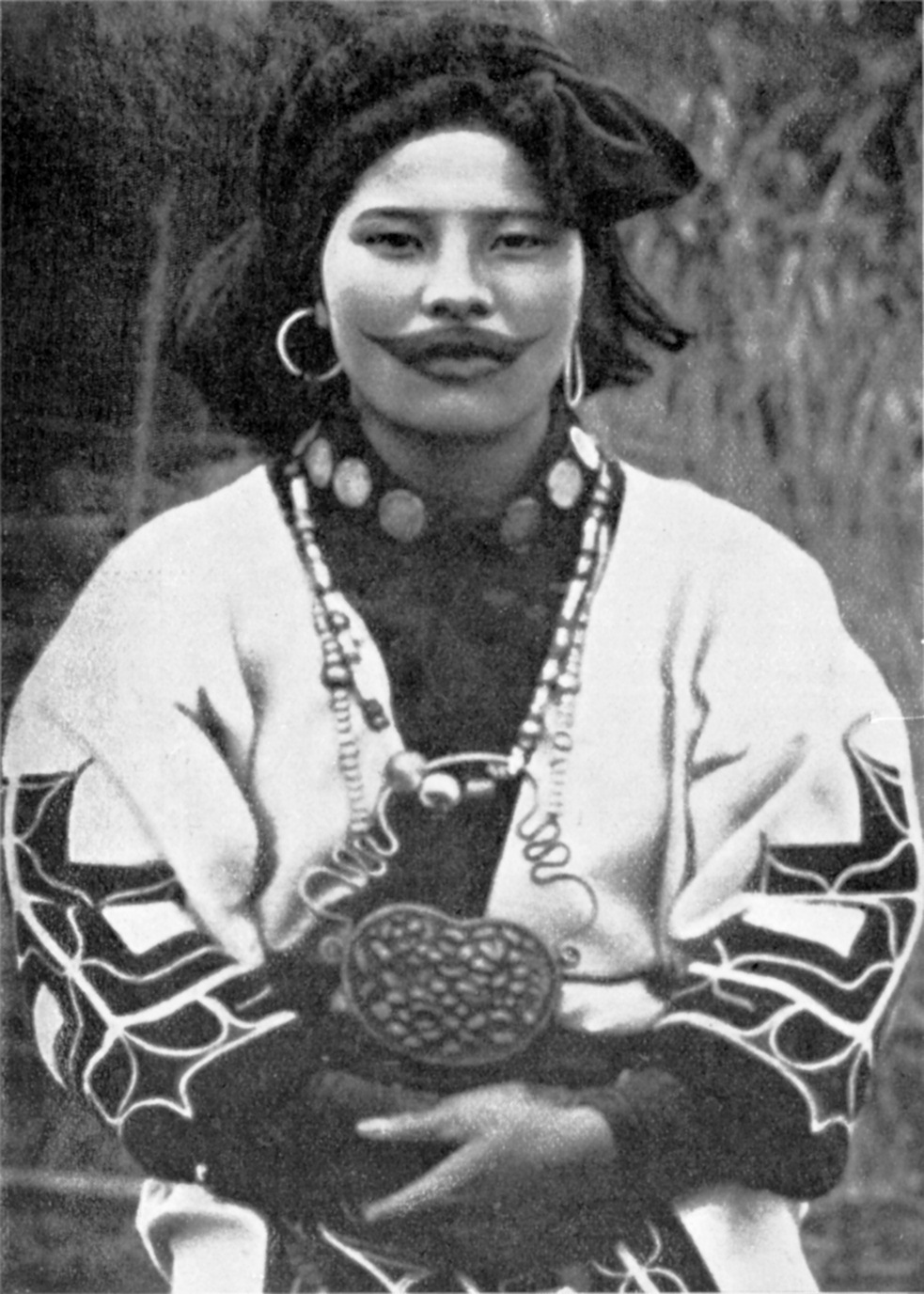
口元に入れ墨をしたアイヌ女性

蝦夷、アイヌ民族、奄美・琉球の領域では、それぞれ独自の入れ墨文化が存在した。
5世紀頃と比定される日本書紀の記事中には、武内宿禰の「日高見國」からの帰還報告として、蝦夷の男女が文身していたことが記されている（景行27年2月条）。
アイヌ民族の入れ墨は成人女性が手や口の周りに施すものが知られており、1871年（明治4年）以降禁止されたが隠れて行なわれることも多かったとされ、文化的に重要な位置を占めていたとされる。また、現代のアイヌ女性が重要な儀式に際して口の周りを黒く塗るのは、かつての習俗の名残とされる。
奄美・琉球では「ハジチ（針突・ハドゥチ・パリツク・ピッツギ）」と呼ばれる入れ墨文化があった。ハジチは女性のみが行い、奄美・琉球人であることを示すことで日本本土や中国の人攫いから身を守る役割があったとされる。さらに、魔よけや後生（死後の世界）への手形とする民間信仰、成人儀礼としての意味もあり、美しさの象徴ともされた。

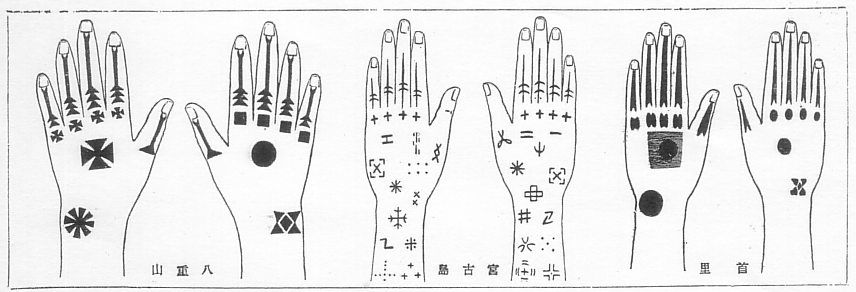
沖縄県地域のハジチ

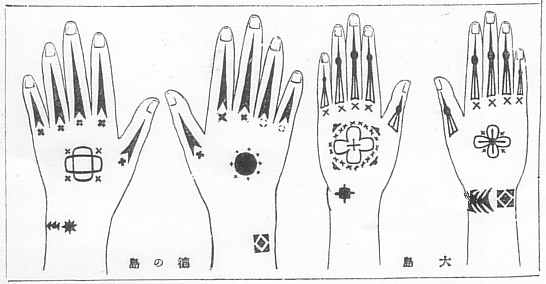
奄美群島のハジチ

笹森儀助は宮古島では11, 13歳に施す成女儀礼であり、またそれがないと後生（グソー）に行けないと著作に記されているため、かなり強制力があったようである。沖縄本島では14歳くらいから施し始め、少しずつ文様を増やしていく。文様には地方によって微妙な違いがあり、両手に23の文様を彫りこんで完成とし、その頃が結婚適齢期とされていた。文様のそれぞれには太陽や矢といったさまざまな意味がこめられていた。宮古島の場合は手背や前腕に彫り、文様が多彩で、人頭税下、貧困にあえいでいた島であるので、米のご飯をたべる女性に育って欲しいという文様（食器、箸など）もある。
琉球王国が沖縄県として日本に併合された後もしばらくこの旧習は維持されたが、1899年（明治32年）10月21日に沖縄県にもハジチ（入れ墨）禁止令が出されたことで、差別の対象となった。しかし、昭和初期までハジチを施す者がみられ、1980年代まで生存していたため、詳細な調査記録が残されている。

## 日本以外の入れ墨

### アメリカ

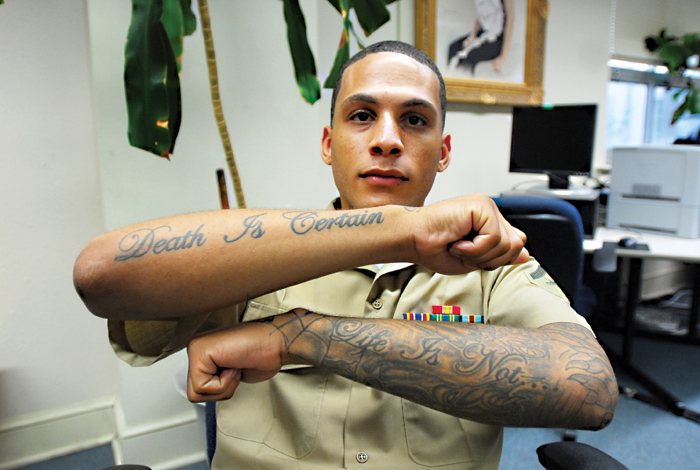
腕の入れ墨を見せるアメリカ海兵隊の伍長（2009年）

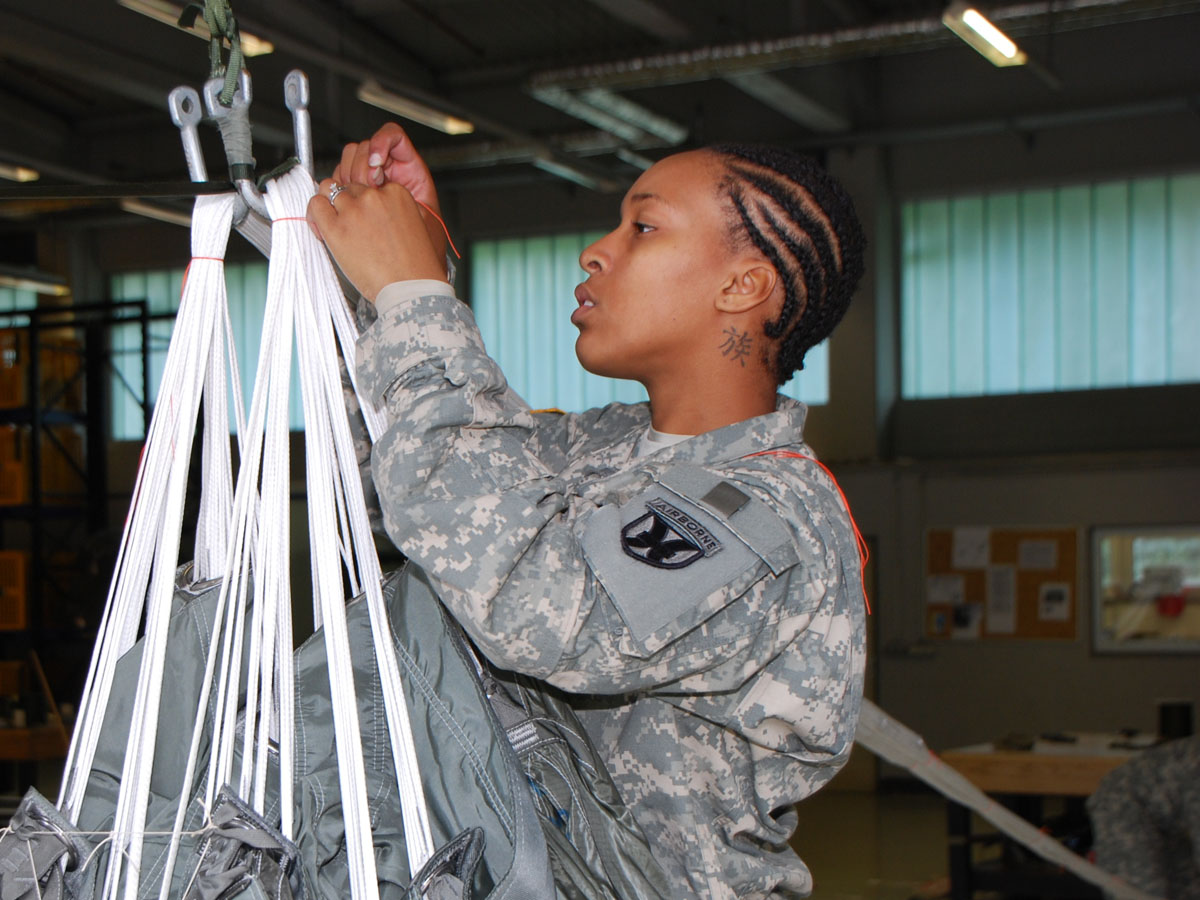
首に漢字の入れ墨を入れたアメリカ陸軍の兵士（2009年）

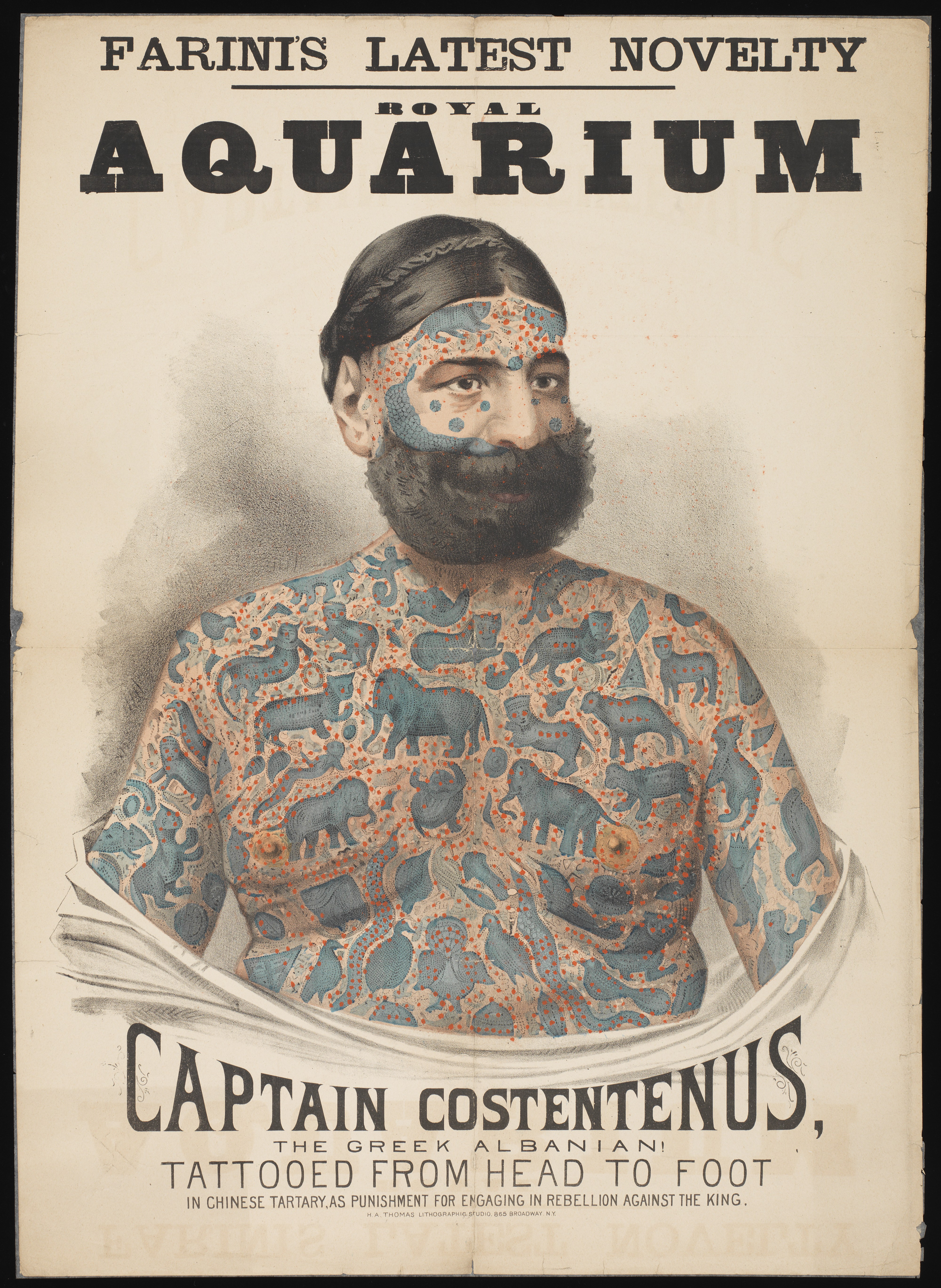
Captain George Costentenus（1875年頃）

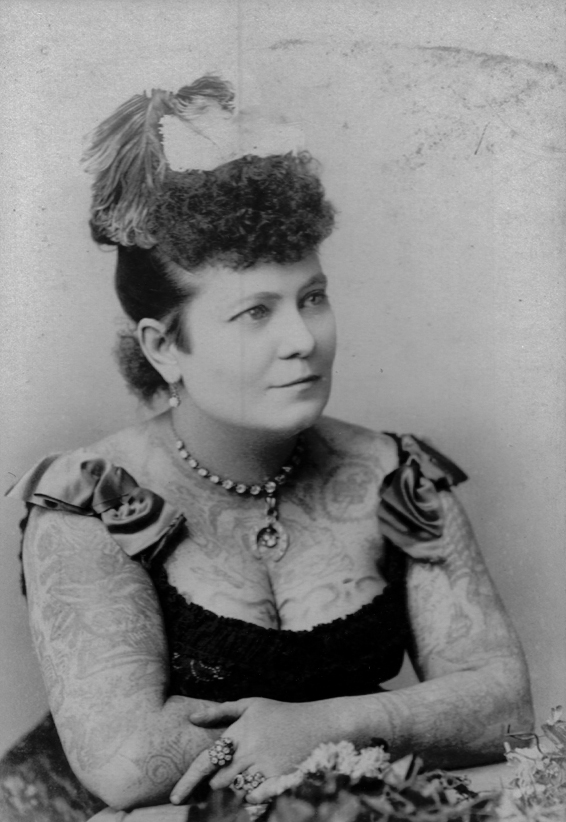
Nora Hildebrandt（1882年頃）

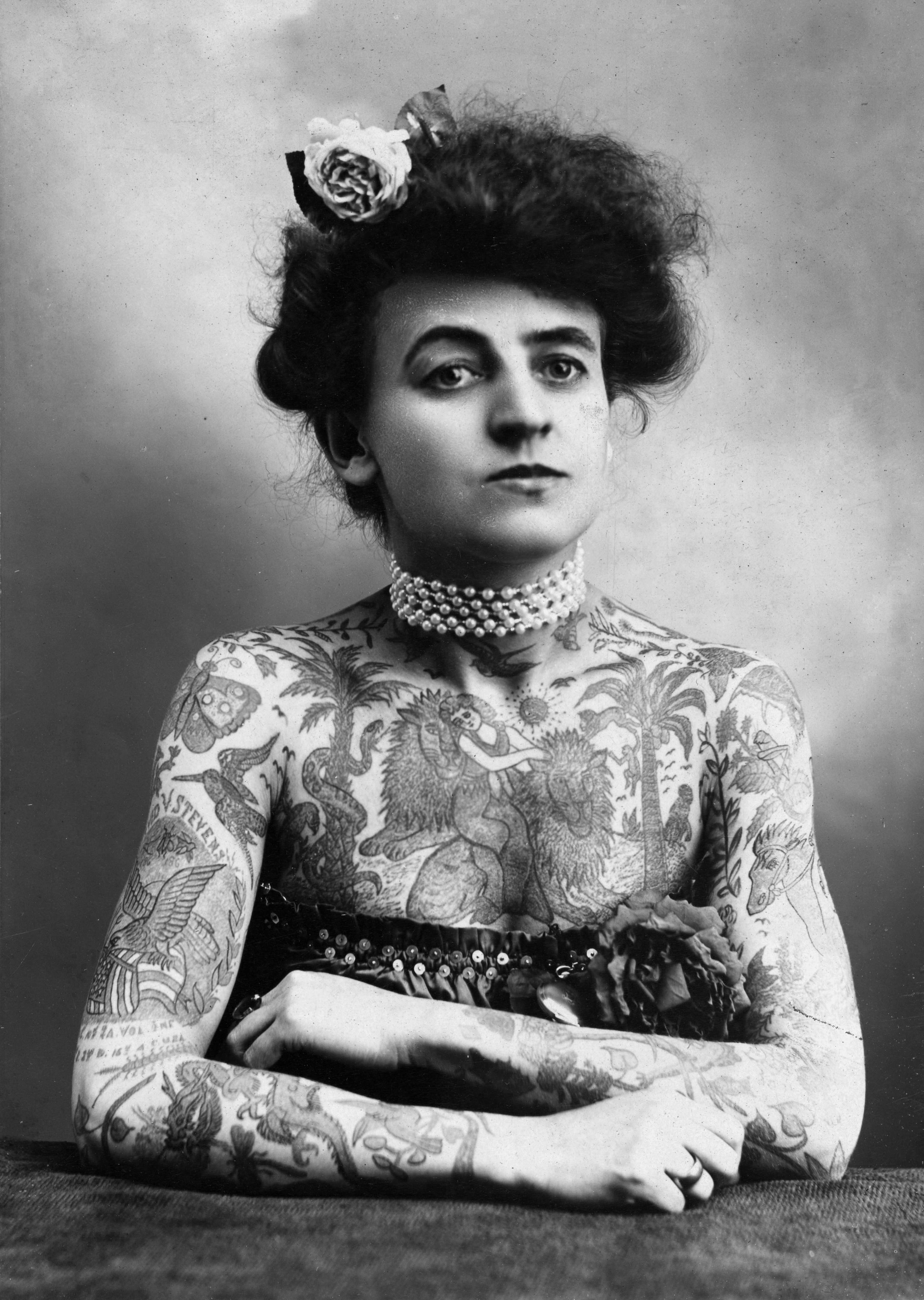
モード・スティーヴンス・ワグナー（1907年）

ヨーロッパの侵略者が入ってくる以前から、ネイティブ・アメリカンの間では入れ墨をする部族の習慣があった。これは宗教儀式や戦いの儀式のためと考えられている。ヨーロッパからの植民者の間ではイギリスの節にあるように、土着民族の入れ墨を船乗りたちが取り入れていた。
アメリカ合衆国建国以降では、南北戦争では兵士の間で入れ墨が流行っていた記録があり、大半の兵士は体のどこかに入れ墨をしていたと考えられている。名前が記録に残る中で最も古いアメリカの入れ墨師であるMartin Hildebrandtは、1845年頃から入れ墨師のキャリアを開始し、1870年にニューヨークで入れ墨彫りショップを開業した。また、イギリスから伝わってきた入れ墨をしたサーカス団の見せ物は、部族ばりの全身入れ墨を流行らせるきっかけとなった。1860年代にタタールの捕虜になり、強制的に顔から全身まで入れ墨を入れられた後、1870年代より見せ物師となって、アメリカではP・T・バーナムに雇われ興行したCaptain George Costentenusなどが有名である。1891年には、サミュエル・オライリーが最初の電動入れ墨彫り機を発明し、特許を取得している。
2015年の世論調査によると、アメリカ人の29%が入れ墨を入れている。青年層ではその割合が非常に高く、20代後半の42%、30代の55%が入れ墨を入れている。一方、65歳以上の高齢層は11%と比較的低い。同調査の2003年の数字と比較しても2倍近くに増加しており、今後もこの割合は上昇するものと予想されている。実際、2023年の調査では米国人の成人のうち約3人に1人（32％）が入れ墨を入れていることが分かっている。尚、男性より女性の方が入れている割合が高く、18〜29歳の女性では56％が入れているという結果となった。人種別では黒人が39％で最も高く、次いでヒスパニック、白人と並び、アジア系が14％と最も低かった。
警察官は州ごと異なるがおおむね夏制服（半袖）着用時に隠れる位置ならば容認される。しかし、他人から見えるタトゥーをしている人を採用しない会社は多い。
軍隊では身元確認となるため規制が緩かったものの、ドッグタグ（認識票）が普及したことで実用上の意味は無くなっている。さらに2010年以降からは厳格化が進んでおり、陸軍では夏用制服を着た際に見えないように肘から先への入れ墨を禁止し、海兵隊は腕、首、顔への入れ墨を禁止、海軍・空軍でも年々基準が厳しくなっている。しかし、陸軍では2022年に兵士が入れ墨を入れてもよい身体の部位が増やされた。
一方、警察は深刻な人手不足から刺青関連の就業規則を見直している場合がある。オハイオ州のミドルタウン警察署では2022年11月に刺青を市民に見せることを解禁した。
日本同様に入れ墨を消したいと考える人も存在し、世論調査会社ハリスポールの調査によると、タトゥーを入れたことを後悔しているという人の割合は2012年で約14%、2015年で約25%と増加。米国美容形成外科学会（ASAPS）によると、実際に除去施術を行った米国人の数も2015年には前年比39.4%増となっており、この5年で著しく増えたという。タトゥーに批判的な声もあり、オバマ大統領（当時）やその他責任が求められる職業に就く立場からの批判も出ていた。

### フランス
2020年に全身に入れ墨をいれた男性教師が子どもを怖がらせるという理由で、6歳未満の子どもを教えることを禁じられた。

### イギリス
古代のグレートブリテン島では、ピクト人などが入れ墨をしていた記録がある。また、10世紀前後にイングランドを征服したバイキングも入れ墨をしていた記録がある。
16世紀より海外進出を始め、17世期から20世紀中盤まで海洋国家として世界中に植民地を保有していたイギリスでは、太平洋諸島のポリネシア人がしていた刺青を船乗りが真似たことから刺青文化が本格的に始まった。16世紀には、エルサレムに巡礼し聖なる入れ墨を入れることが流行となった。また、植民者たちが入れ墨をした土着部族をイングランドに強制的に連れ帰り、見せ物としてビジネスにすることもあった。1577年にマーティン・フロビッシャーが3人の入れ墨のイヌイット（男、女、子供）をロンドンで見せ物にしたのが初期の記録として残っている。1769年に出版されたジェームズ・クックのタヒチへの航海に関する本では、現地人が入れ墨を指して「tatau」と呼んでいたことが記載されている。これは英語の「tattoo」の語源となった。
19世紀になると、見世物小屋やサーカスのエンターテイナーの間でも入れ墨が流行した。1804年にJean Baptiste Cabriが入れ墨を入れてサーカスを行ったことが初期の例である。1862年、当時王太子であったエドワード7世は、エルサレムで5つの十字架と3つの王冠の入れ墨を腕に入れた。エドワード7世の息子であるジョージ5世（および、ジョージ5世の従兄弟であるニコライ2世 (ロシア皇帝)）も、日本に立ち寄った際に入れ墨を入れた（前述）。1889年にはSutherland Macdonaldがイギリスで最初の入れ墨彫りの専門店を開業した。
また、19世紀にイギリスからオーストラリアに流刑判決になった人たちの多くは、入れ墨を入れていたことが確認されている。
2013年に公表された英国階級調査の際には、タトゥーを入れていることがプレカリアートと名付けられた最も低い階級の典型的な特徴と認識されており、まともではない下品な人とみなされている。また、タトゥーと同じようなものとして、喫煙やアルコールの過剰摂取、肥満なども傷んだ身体と病的なアイデンティティの特質を具現化していると思われた。
現在、主に刺青は船乗りや労働者階級のファッションという傾向が強く、労働者階級の人間は刺青を全く隠さずに仕事（肉体労働物、食堂の従業員、駅のスタッフ、バスのドライバー等）に従事していることが多い。反面、中間階級以上では刺青はあまり見受けられず、アーティストや芸能界以外では好ましくないものとされるケースが多い。

### 中国

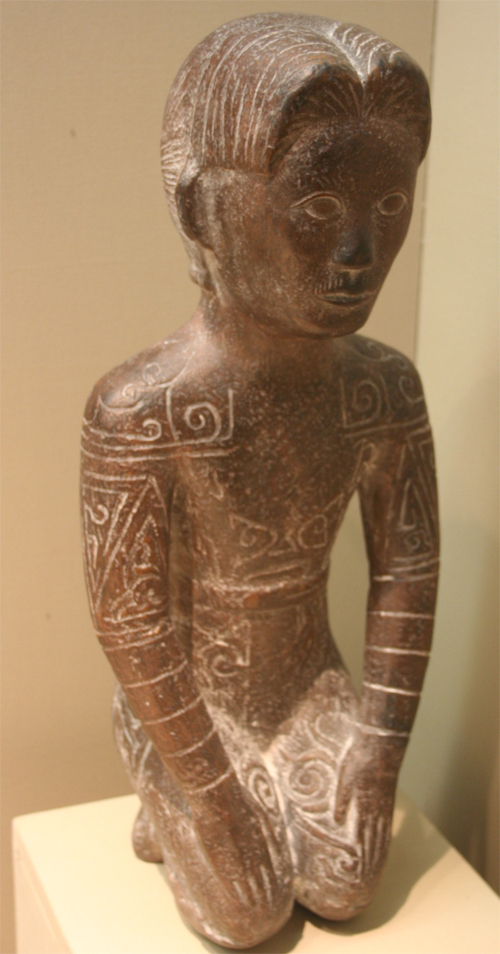
越人像

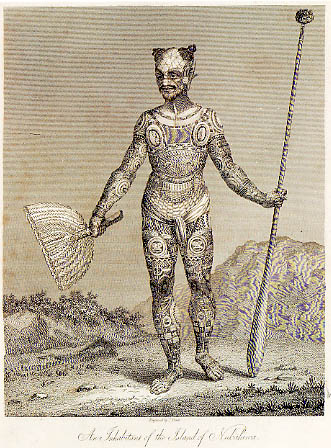
ヌク・ヒバ島の戦士（1813年）

歴史的には、書経、史記、志怪小説、筆記などの史書には、入れ墨に関する記述がある。越絶書や春秋左氏伝では蛮族の入れ墨（紋身 (Wen Shen)）の習慣について記述がある。紀元前3世紀の荀子は犯罪者は入れ墨を入れられるべきであると説いている。先秦（または西周？）の頃から犯罪者に入れ墨を入れる墨刑が行われるようになった（文身、鏤身、紮青、點青、雕青などと呼ばれた）。
唐の時代には入れ墨が盛んに行われていた。段成式の著作酉陽雑俎には人々の入れ墨の習慣が興味深く記録されている。その後、棒打ちの刑や打ち首の対象となったため一時途絶えたが、その後も慣習は残る。
宋代の岳飛は背中に「精（尽）忠報國」の入れ墨があったとされる。
明代の小説、水滸伝には入れ墨をしたキャラクターが多数登場する。花和尚（牡丹の刺青）の魯智深、九紋龍（9匹の龍の入れ墨）の史進、大蛇の入れ墨の張順、燕青や楊雄などが見事な入れ墨を入れていたことになっている。この小説が版画の挿絵付きで1757年に日本でも出版されると、龍・虎・唐獅子・花・宗教画などをモチーフとした飾りとしての入れ墨が流行するきっかけを作った。
1920-30年代には上海などでモダンな断髪とともに、刺花（入れ墨のこと）が下流社会の男女の間で流行した。
中国共産党政権下では公的には入れ墨は禁止されており、入れ墨のある者は軍人を含む公務員に採用されない。しかし実際には多くの彫師が店を構えていて、ほとんど取締りを受けていない。
近年では欧米由来の図案のものが多く見られるほか、北京周辺や東北では、日本・韓国の影響で日本風の入れ墨を入れる者も多い。
2018年1月、中国本土の放送に関する監督庁である国家新聞出版ラジオ映画テレビ総局は、入れ墨のある芸能人は低俗であるとして、テレビ、ラジオ番組で取り上げない方針を打ち出している。
2020年8月、甘粛省蘭州市の運輸委員会はイメージ向上のため、タクシー運転手にタトゥーの除去を命じた。
2021年12月28日、中国国家体育総局は（帰化選手も増えている）国内サッカー代表選手に対し、タトゥーの除去を勧告と新たに入れることを禁止する通達を出した。また、既にタトゥーを入れている選手に対し、「特殊な状況」下で行われる練習や試合中はタトゥーを隠すよう指示した。
2022年6月6日、中国国務院未成年者保護指導小組は、未成年者が入れ墨を入れることを禁止する「未成年者の刺青規制に関する弁法」を施行した。
国内の少数民族では、トーロン族やタイ族系ルー族などが入れ墨の習慣がある。

### 台湾

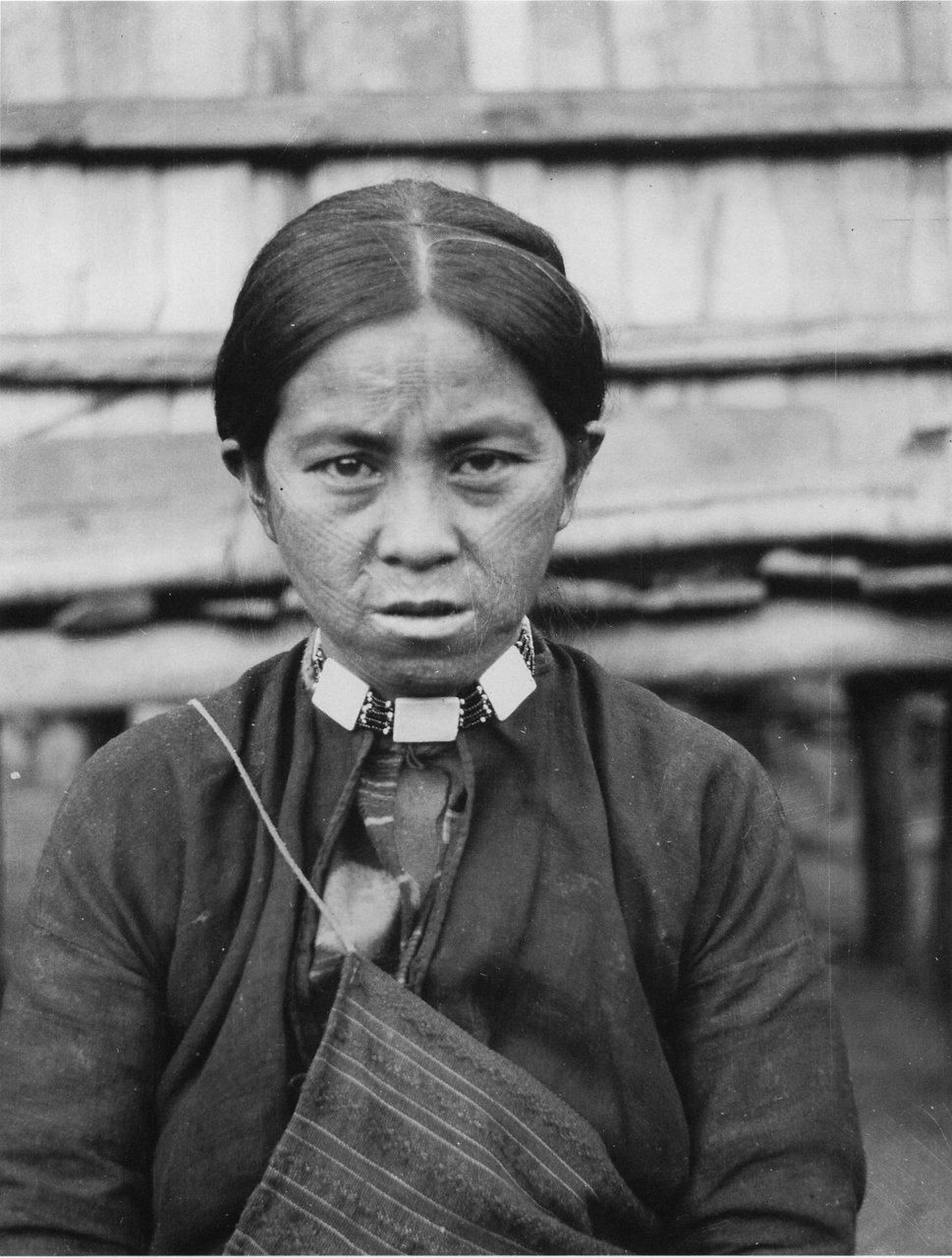
日本統治時代の台湾で撮影された、タイヤル族の女性

もともとの住民である原住民族においては、男女ともに顔や手に入れ墨を入れる風習があったが、日本統治時代に禁止された。ただし、原住民族にとって宗教的な意味のある重要な文化であるためなかなか廃れず、1930年代までひそかに実施された。現在、1名のみ入れ墨を入れたセデック族の女性が生存している。
台湾の黒社会は大陸起源の集団と台湾起源の集団が存在するが、どちらの集団も日本との深いつながりを有するため、その施す入れ墨も日本の影響を強く受けており、入れ墨とパンチパーマといった日本やくざのスタイルを模倣することが広く行われていた。
近年に入り、有名女優がテレビドラマにおいて自身の入れ墨を堂々と露出しはじめたため、日本よりも“入れ墨のファッション化”が広く進行していると言われている。中華圏では貴族階級が派手な入れ墨を入れる宮廷文化が存在していたことも有り、入れ墨が各界で活動している台湾原住民族の固有文化でもあることから、庶民の差別感情も低いと言われている。
上述の通り、朝鮮戦争の元捕虜で台湾への渡航を希望した者について、国民党への忠誠を示す入れ墨を入れた例もある。

### 韓国
韓国では漢語由来の文身（문신：ムンシン）と呼ばれる。
儒教の影響が強い現代の韓国では、日韓併合以降に日本から流入した文化と言われているが、実際には李氏朝鮮初期に入れ墨の習俗があったことが記録されている。
「李朝実録」中の世宗大王（1397-1450）時代の記録には、王世子（後の文宗）の側室と女官が対食（テシクあるいはパンドンム）と呼ばれる同性愛にふけったスキャンダルが記されており、宮中の女性同士が互いの愛情の証として「朋」という文字の入れ墨を尻に密かに入れるという風習があったことが記録されている。
1992年に施行された現行法では、医師免許のない者がタトゥーの施術をした場合、罰金や2年以上の実刑判決を受ける可能性がある。
2022年3月、憲法裁判所の大法院は医師免許のない者がタトゥーの施術を行うことに対しての違法性を再度認めた。彫師650名で作る組合の調査によると、2021年4月以来、彫師が懲役刑を言い渡される例が少なくとも6件確認されている。
近年の韓国では兵役逃れをするために入れ墨を入れるものもいる。韓国では徴兵制が施行されているが、入れ墨が全身にある場合は軍務に服す代わりに公益勤務対象になるという法律がある。このため、兵役を逃れようと全身に入れ墨を入れる者がいる。ただし、この全身への入れ墨を入れるという行為が兵役逃れを目的としたものだと認定されると、兵役免脱の罪になる。

### フィリピン

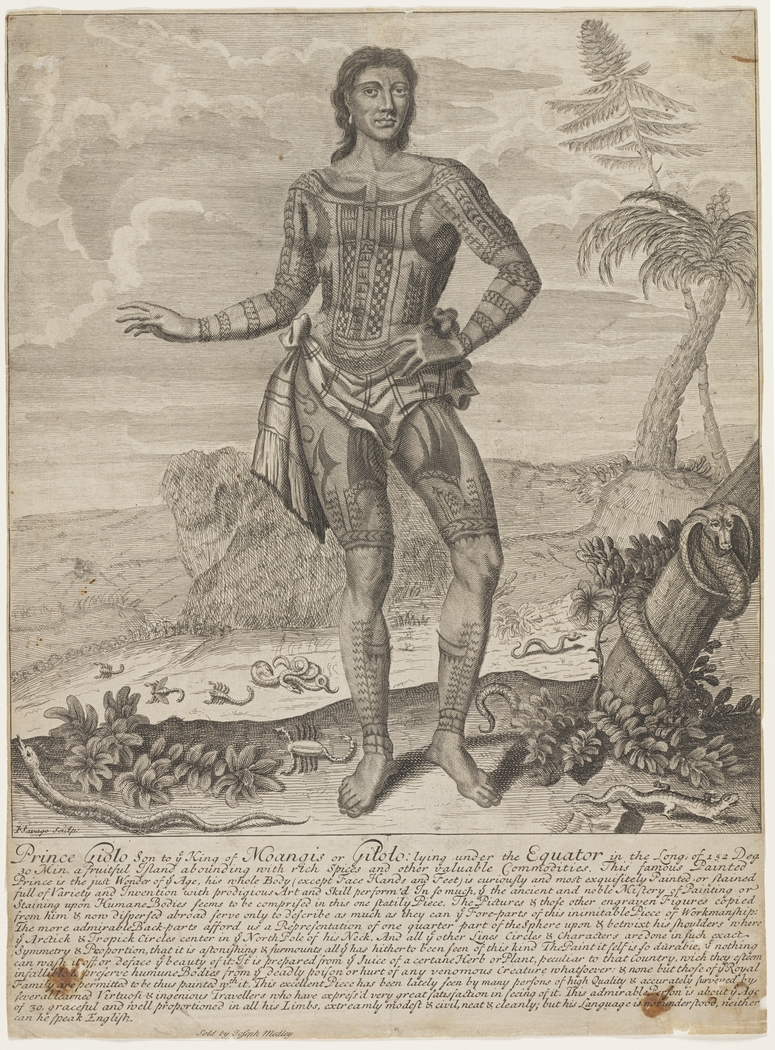
ウィリアム・ダンピアによってロンドンで見せ物にされたミンダナオ島のGiolo王子（1691年）

スペイン統治時代から秘密結社の文化が発達していた関係から、独特の図案の入れ墨を結社のメンバーの印として入れる習俗がある。特に有名なのは、犯罪結社であるシゲシゲスプートニクの印として有名なUFOマークの入れ墨である。

### タイ・ラオス・カンボジア・ビルマ
タイには「サクヤン」と呼ばれる独特な宗教的入れ墨文化が存在する。魔除けとして寺院にて僧侶の手により、経文や図柄を入れ墨する習俗があり、毎年3月にはナコーンチャイシー郡の寺「ワット・バン・プラ」で、数千人が集まる入れ墨を儀式とした奇祭がとり行われる。
軍人や警察官にも入れ墨を入れている者が多く、その内容は弾避けに効果があるとされる呪文や経文であることが多い。

### ニュージーランド

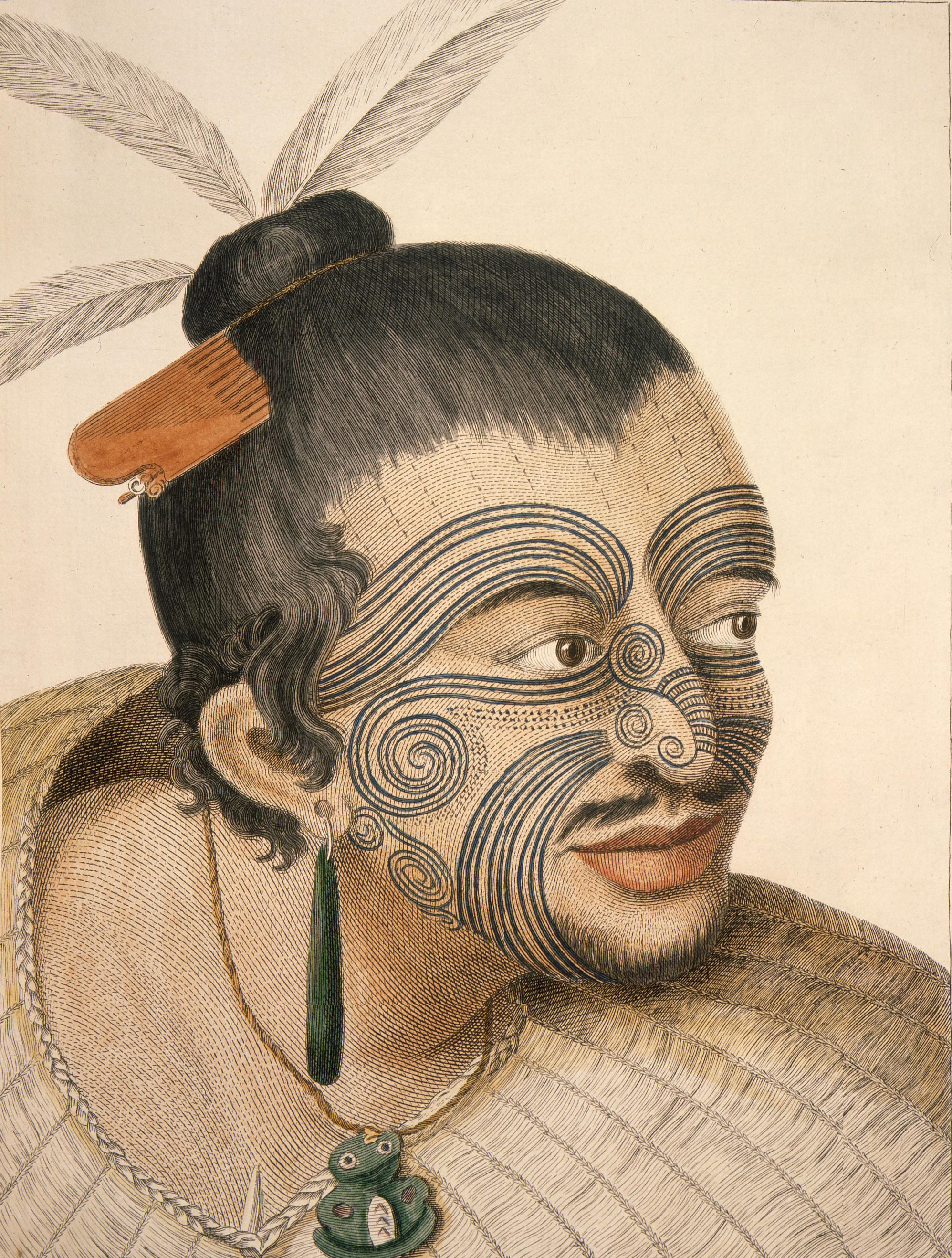
マオリの族長（1769年）

マオリ族の入れ墨はmoko（モコ）と呼ばれている。イギリスの植民地政策のもと、1840年にイギリス領ニュージーランドが成立する。ニュージーランド政府の政策により、モコ文化は一度途絶えることになった。しかし20世紀の後半になって復興運動がおこり再興された。美術大学の教授など、比較的社会的地位の高いとされる人間が、彫り師業を行っているケースがみられるのが特徴的である。

### その他
マルキーズ諸島
サモア
ポリネシア
エジプト
キリスト教徒の一派であるコプトでは、右手首にコプト十字の入れ墨を入れている。これは7世紀にイスラム教によって十字架の烙印が押され、宗教税を課された歴史に由来し、それが結束と反抗の象徴となった。
クルド人
クルド人にはデク（دەق、もしくはxalخاڵ）と呼ばれる入れ墨を女性や稀に男性の体に入れる伝統がある。

## 海外アーティスト関連
入れ墨はカウンターカルチャーと相性がよく、ロック、ヒップホップ、ポップスのシンガーやダンサーの多くが入れ墨を保有。また、音楽のテーマとして枚挙に暇がないほど取り上げられていることでも知られている。
2019年には歌手のアリアナ・グランデが、自らのヒットソング「7 rings」を翻訳し漢字で「七輪」と彫ったところ、調理器具の「七輪」と混同されるなど様々な指摘が飛び交い炎上。最終的に「七指輪」に修正している。

## 事件・事故
2017年、アメリカのテキサス州の31歳の男性が、右脚に「Jesus is my life」という文字と十字架と祈りの手のイラストのタトゥーを入れ、5日後にメキシコ湾に行き泳ぎ、海でタトゥーからビブリオ・バルニフィカスという細菌に感染し、3日後に両足・両脚に痛みを訴え入院。快方に向かうこともあったが、入院してから2ヶ月後に敗血性ショックで死亡した。

## 関連書籍
- 大貫菜穂『変身装置としての「ほりもの」 : イレズミの絵画的・文学的表象分析』（博士（学術）論文）立命館大学、2014年。doi:10.34382/00010029。
- 市川重治『南島針突（ハジチ）紀行 : 沖縄婦人の入墨を見る』那覇出版社、1983年。全国書誌番号:87041409。
- 小野友道『いれずみの文化誌』河出書房新社、2010年。ISBN 978-4-309-24524-9。
- 桐生眞輔『文身 デザインされた聖のかたち：表象の身体と表現の歴史』ミネルヴァ書房、2019年。ISBN 978-4623085071。
- 小山騰『日本の刺青と英国王室：明治期から第一次世界大戦まで』藤原書店、2010年。ISBN 978-4894347786。
- 斎藤卓志『刺青墨譜 : なぜ刺青と生きるか』春風社、2005年。ISBN 4-86110-053-4。
- 斎藤卓志『刺青』岩田書院、1999年。ISBN 4-87294-150-0。
- 設楽博己『顔の考古学: 異形の精神史』吉川弘文館〈歴史文化ライブラリー 514〉、2020年。ISBN 978-4642059145。
- 高山純『縄文人の入墨 : 古代の習俗を探る』講談社、1969年。
- 玉林晴朗『文身百姿』1956年。
- 中野長四郎『刺青の真実 : 浅草彫長「刺青芸術」のすべて』彩流社、2002年。ISBN 978-4-88202-740-9。
- 平井倫行『刺青の装飾学 : 近代転換期における日本的身体観の変遷と衣裳文化』（博士(歴史学)論文）國學院大學、2020年3月21日。doi:10.57529/00002469。
- 藤岡美香子「日本のイレズミ観の形成と社会性への脱皮に関する一考察 : 日本のイレズミ観はどのようにしてゆがめられたのか」『人間学研究論集』第12巻、武蔵野大学通信教育部、2023年3月10日、33-41頁、ISSN 2186-7267。
- 宮下規久朗『刺青とヌードの美術史: 江戸から近代へ』日本放送出版協会、2008年。ISBN 978-4140911099。
- 宮下規久朗「世界の中の日本の刺青」『美術フォーラム21』第32号、2015年、53-58頁。
- 山越英嗣「「縁」をつむぐタトゥー―日本の若者下位文化における身体加工―」『現代民俗学研究』第4巻、現代民俗学会、2012年5月、73-82頁、ISSN 1883-9134。
- Ian Buruma and Donald Ritchie, The Japanese Tattoo （英語）